# Gillis van Coninxloo

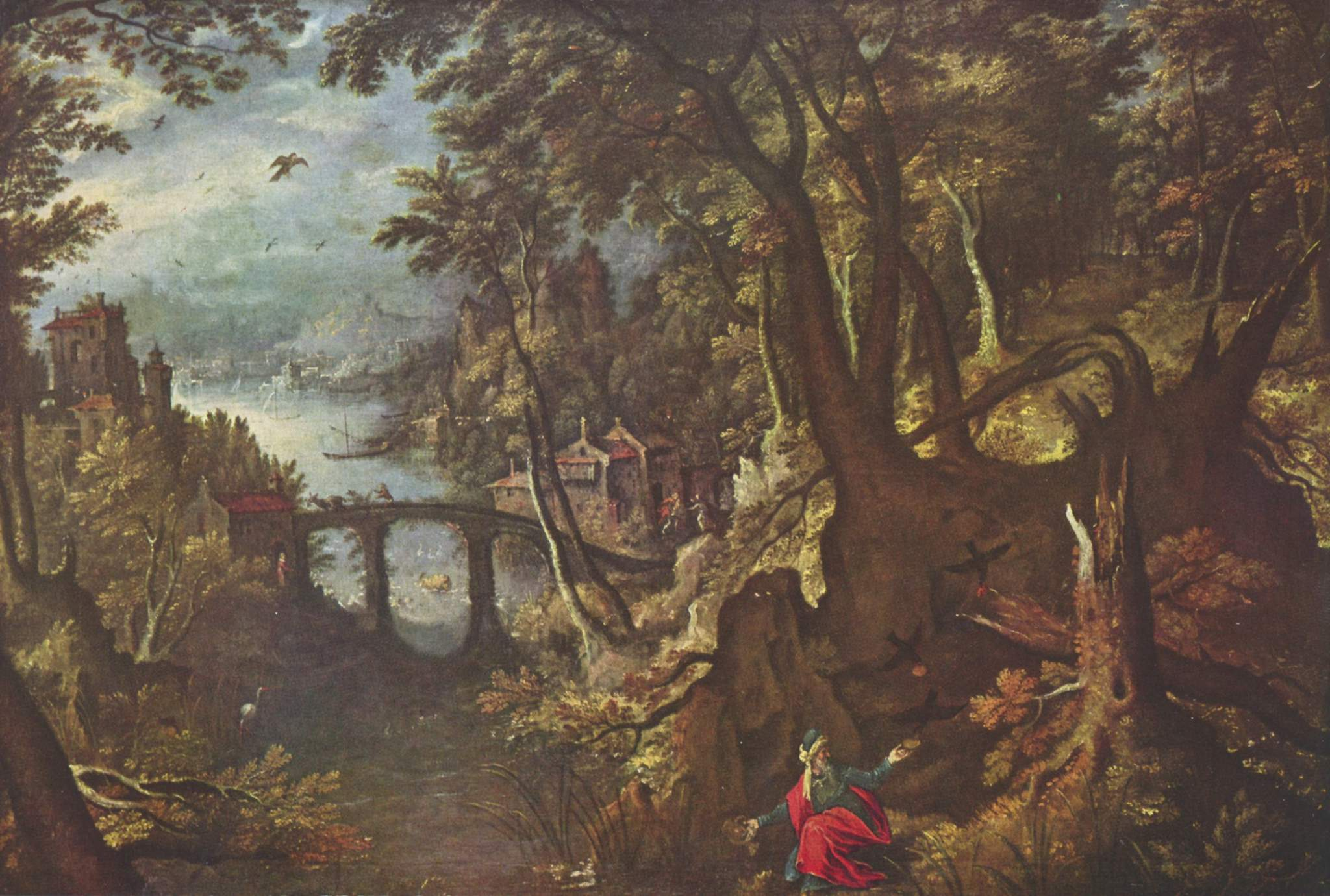
Elias gevoed door de raven, de Gillis van Coninxloo

Gillis III van Coninxloo (Anvers, 1544 - Amsterdam, 1607), va ser un pintor flamenc. Era fil de l'artista Joan II van Coninxloo i Elisabeth Hasaert.
Durant el setge d'Anvers per part dels espanyols el 1585, Coninxloo va fugir la violència cap al comtat de Zelanda alliberat durant dos anys abans d'establir-se a Frankenthal prop de Hanau el 1587. Vuit anys després, el 1595, l'artista es va instal·lar a Amsterdam i hi va adquirir els drets civils el 1597. Fou el principal mestre dels anomenats «Pintors del Frankenthal». Seguidor de l'escola de Brueghel, va pintar paisatges desproveïts de figures.
Van Coninxloo és considerat el fundador d'un nou acostament a la pintura de boscos, anteriorment els paisatges de boscos s'utilitzaven com a escenari de l'activitat humana, van Coninxloo els va convertir en el tema principal, amb petites figures humanes afegides a elaborades composicions d'escales enormement exagerades.
Van Coninxloo va ser una gran influència en diversos dels paisatgistes més coneguts.